# Urs Freuler
Urs Freuler (* 6. November 1958 in Bilten, Kanton Glarus) ist ein ehemaliger Schweizer Radrennfahrer und Weltmeister im Radsport.
Freuler war Teilnehmer der Olympischen Sommerspiele 1980 in Moskau. Er bestritt mit dem Vierer der Schweiz die Mannschaftsverfolgung, sein Team belegte den 8. Platz. Er konnte an den UCI-Bahn-Radweltmeisterschaften insgesamt 14 Medaillen gewinnen. Zwischen 1981 und 1989 wurde er zehnmal Bahnweltmeister in den Disziplinen Keirin und Punktefahren. Insgesamt gewann er mehr als 70 Strassenrennen. 1984 errang er das Trikot des Punktbesten beim Giro d’Italia. Weiterhin siegte er bei 21 Sechstagerennen und liegt damit auf Platz 25 der ewigen Rangliste (Stand 2009).
Beim Sechstagerennen 1990 in München wurde Freuler wegen Dopings disqualifiziert. Nach einem Rennen in Sindelfingen 1991 wurde er für vier Monate gesperrt wegen der Einnahme von Amphetaminen.
Urs Freuler ist gelernter Automechaniker und besass eine Radsport-Boutique in Altendorf SZ. Trotz erreichtem Rentenalter bietet er weiterhin Radsportferien auf Mallorca an und betreibt seinen Shop daneben nun mit reduzierten Öffnungszeiten in Bilten. Er ist heimatberechtigt in Glarus und Ennenda und wohnt in Bilten. Beim Sechstagerennen von Zürich fungierte er als Mitorganisator.

## Ehrungen
1982 und 1983 wurde Urs Freuler zum Schweizer Sportler des Jahres gewählt.